# Bdelloidea

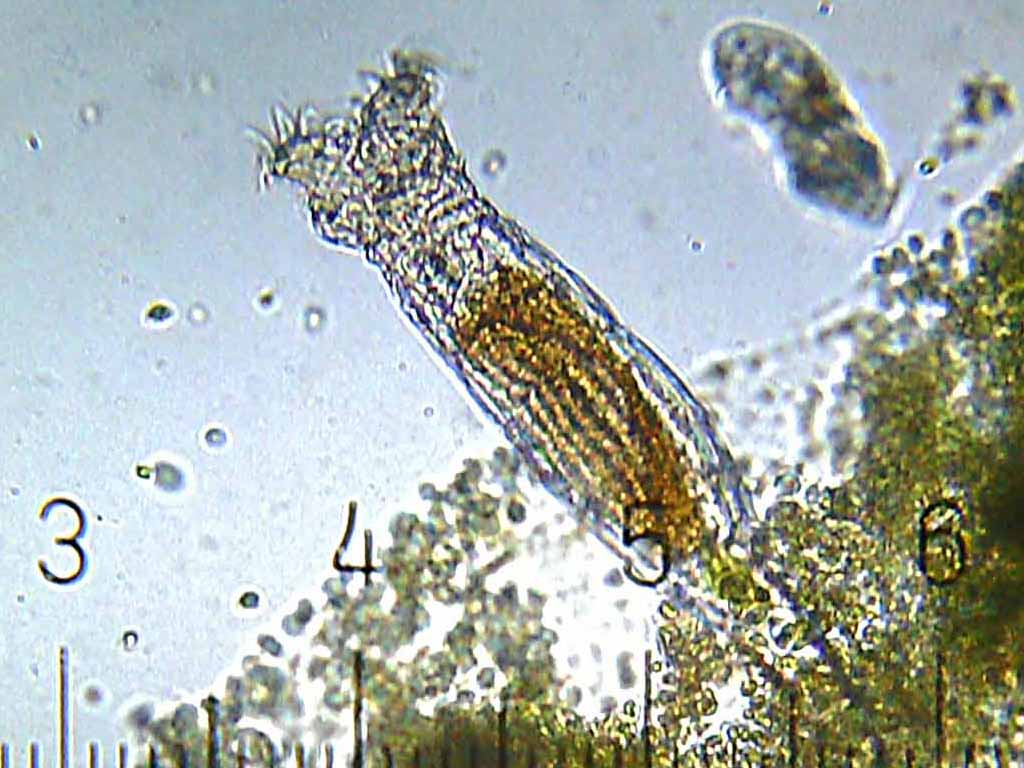
Una Bdelloidea.

Los bdeloideos (Bdelloidea) son una clase de rotíferos que se encuentran en agua dulce y en tierra húmeda. Estos rotíferos tienen típicamente una corona bien desarrollada, dividida en dos partes, en una cabeza retráctil. Pueden desplazarse nadando o arrastrándose. Este último método de desplazamiento implica por lo general dar pasos alternados con la cabeza y la cola, al igual que ciertas especies de sanguijuelas, lo que da el nombre al grupo (en griego: "βδελλα"  o bdella, significa sanguijuela).

## Comportamiento
Estos rotíferos han captado el interés de aquellos investigadores interesados en el papel evolutivo de la reproducción sexual, ya que han desaparecido por completo del grupo: estas especies no tienen machos, y las hembras se reproducen exclusivamente por partenogénesis. Cada individuo posee gónadas apareadas. A pesar del hecho de que han sido asexuales durante millones de años, se han diversificado en más de 300 especies y son bastante similares a otras especies de rotíferos que se reproducen sexualmente.
Estos rotíferos responden a las presiones ambientales entrando en un estado de latencia conocida como anhidrobiosis. Esta forma latencia permite que el organismo se deshidrate rápidamente. El bdelloidea permanecerá en este estado de quiste hasta que se presenten condiciones ambientales óptimas en cuyo caso se rehidratan y se encuentran nuevamente activos en cuestión de horas. La diapausa es la capacidad del organismo para producir descendencia en un estado latente y no eclosionados. La eclosión de la descendencia solo se producirá cuando las condiciones son favorables. Estas formas de latencia también se conocen como criptobiosis o quiescencia.
Cuando estas inusuales criaturas surgen de la hibernación, se someten a un proceso genético fascinante y posiblemente único. Un estudio realizado por Matthew Meselson, de la Universidad de Harvard sugiere que cuando los rotíferos bdelloidea se recuperan de animación suspendida, incorporan ADN extraño para remendar sus propias membranas celulares rotas. Cualquier ADN en la proximidad de los organismos puede ser incluido en el nuevo genoma, incluyendo la comida semi digerida. Esto puede interpretarse como un modo intermedio entre la verdadera reproducción asexual y sexual.
Recientemente se ha descubierto que los rotíferos Bdelloidea son extraordinariamente resistentes a los daños producidos por las radiaciones ionizantes. Las mismas adaptaciones en cuanto a la incorporación de ADN que utilizan para sobrevivir la latencia se cree que operan en este caso, y también pueden haber ayudado a los organismos para prosperar a pesar de su modo totalmente asexual de reproducción.

## Galería

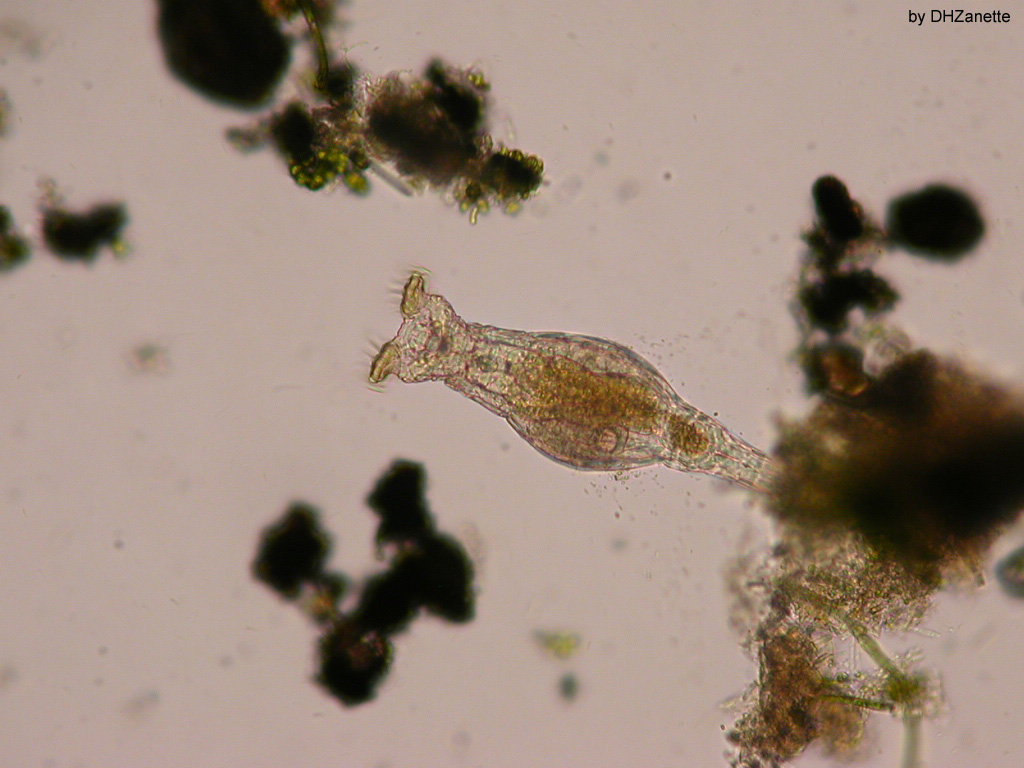
Vista lateral de un bdelloidea.
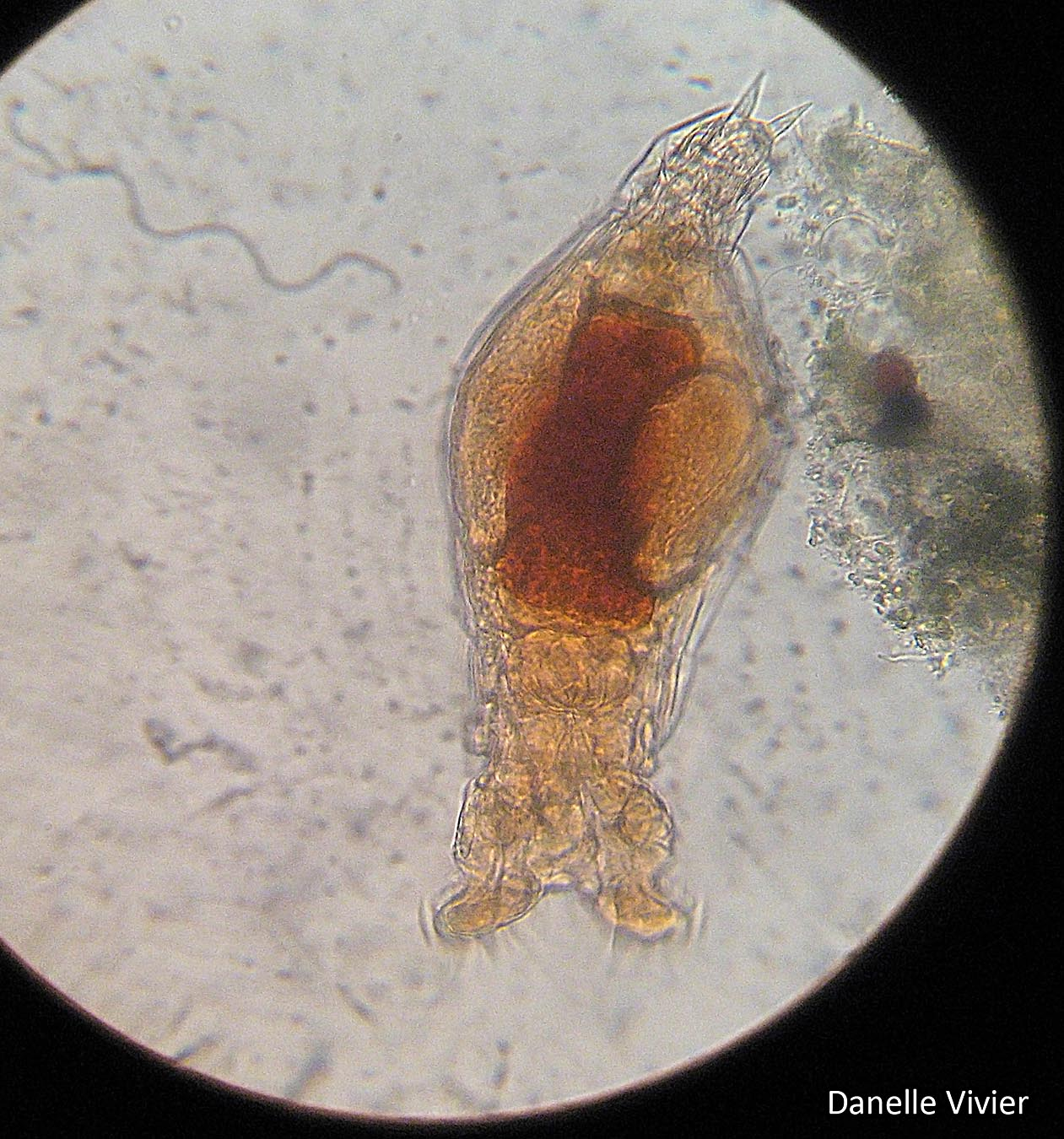
Vista lateral de un rotífero Bdelloidea en agua con alto contenido de algas
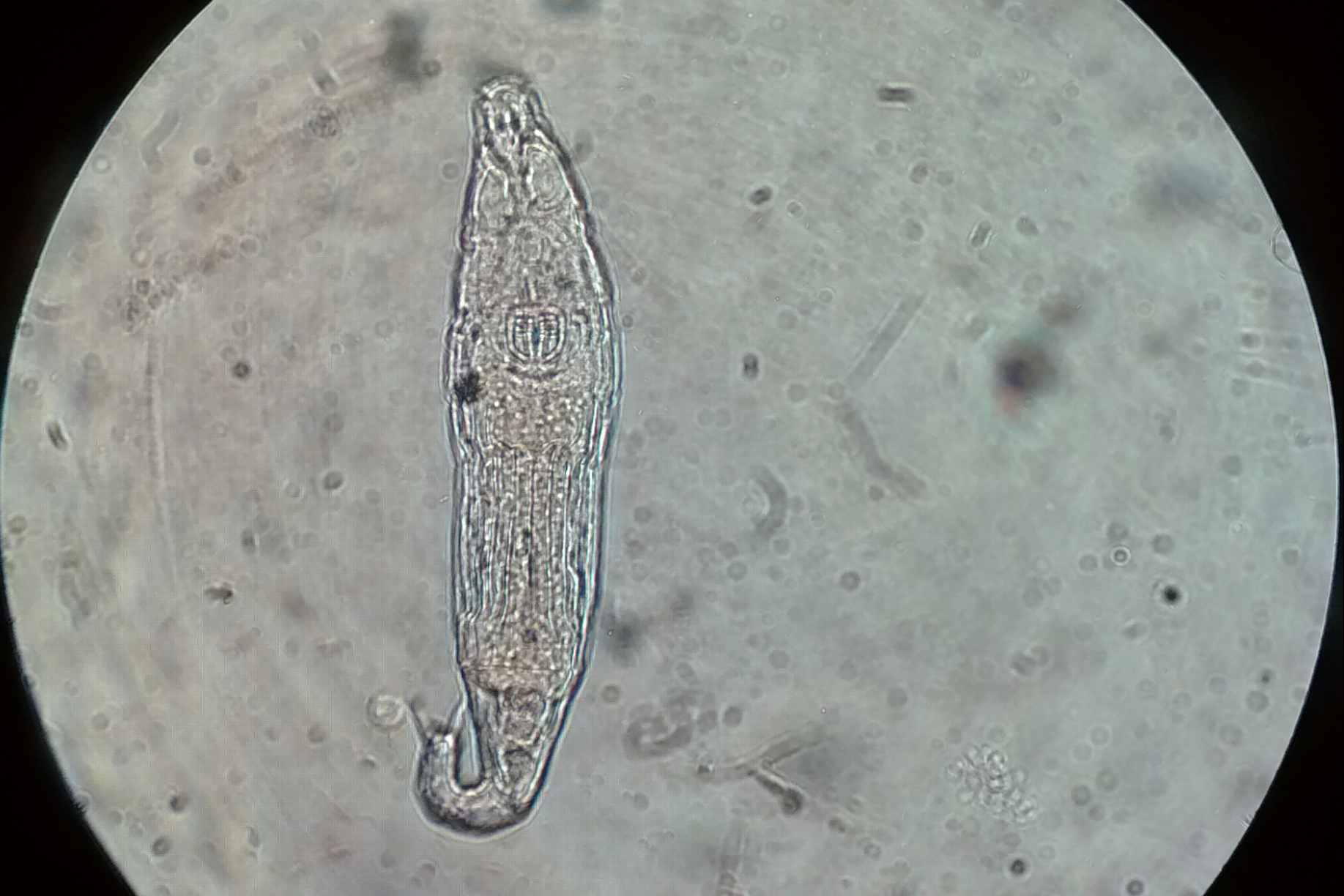
Ejemplar del género Philodina